# BeBee
beBee è una piattaforma per il Personal branding fondata dagli imprenditori Javier Cámara Rica e Juan Imaz. L’intento è quello di creare un network in cui gli utenti possano mostrare e condividere il proprio personal brand e le proprie capacità a datori di lavoro, clienti potenziali, imprese, fornitori e media nei rispettivi settori. Bebee permette agli utenti di entrare in contatto tra loro, attraverso interessi personali e professionali comuni, in un unico spazio in cui si fondono la vita personale e professionale.
La nascita del social risale al febbraio del 2015 a Madrid, inizialmente con le sole versioni in inglese, portoghese e spagnolo e 21 paesi. Nel primo anno ha raggiungto 10 milioni di iscritti. Oggi, beBee è disponibile anche in italiano, francese, russo e tedesco e conta oltre 12 milioni di iscritti. L'obiettivo è quello di arrivare a 40 milioni per il 2019. La compagnia, inoltre, ha un'applicazione disponibile sia per Android che per iOS.
Nel mese di maggio del 2016, beBee è stata valutata come una potenziale startup unicorno, a causa della repentina crescita dell’azienda.

## Vision aziendale
Su beBee è possibile trovare anche una sezione dedicata alle offerte di lavoro. Ogni utente (soprannominato “ape”) può partecipare in uno o più alveari, ossia un gruppo che ha come tema una professione o un aspetto della vita privata. 
All’interno della piattaforma per il personal branding c’è anche una piattaforma di blogging, chiamata beBee Producer, attraverso la quale gli utenti possono redigere contenuti in modo più completo e condividerli con tutti i partecipanti dei diversi alveari. L'obbiettivo dell'app è quello di abbinare professionisti con gli stessi interessi per aiutarli a costruire relazioni professionali, non solo contatti.
Inoltre, beBee ha lanciato anche il programma Ambassadors (ambasciatori), un’iniziativa attraverso la quale conta di poter condividere partecipazioni con gli utenti più attivi e occupati a far conoscere la marca, sempre che l’impresa venga venduta o quotata in borsa.

## Storia
MixMail.com era un sito web e server di e-mail, nato in Spagna nel 1997. Venne acquistato dal gruppo Jazztel Internet Factory Ya.com. 
Dopo la vendita di MixMail.com, lo stesso team si dedica alla nascita di Canalmail, che dall’anno 2000 si chiamerà MediaResponse. 
Lo stesso team di lavoro si dedicò alla creazione di altre Professional Communities. Si dedicavano al settore professionale e al lavoro e avevano presenza in Spagna, Messico, Brasile, Colombia, Argentina, Cile, Portogallo, Perù e Venezuela. 
Con oltre 2,8 milioni di utenti in tutto il mondo, la rete di portali professionali si rilancia nel 2015 come marca unica, con il nome di beBee.